# Воронино-Яя
Воро́нино-Я́я (рос. Воронино-Яя) — присілок у складі Асінівського району Томської області, Росія. Входить до складу Большедороховського сільського поселення.

## Населення
Населення — 54 особи (2010; 68 у 2002).
Національний склад (станом на 2002 рік):
- росіяни — 97 %